# Криве (Львівський район)
Криве́ — село в Україні, у Львівському районі Львівської області. Населення становить 224 особи. Орган місцевого самоврядування — Рава-Руська міська рада.

## Назва
У 1990 р. село Кривокам'янка було перейменовано на Криве.

## Історія
Території теперішнього села Криве до середини XIX ст. входила до складу двох присілків села Кам'янки-Волоської: Буди та Бишків. Після 1940 року Криве стало окремим селом. Складається з присілків: Криве, Мисани, Струки, Хлищі, Шарки, Левочки, Огорілки, Федори, Дроботії, Гарасими, Климки.